# Зауряд-военно-медицинский чиновник
Зауряд-военно-медицинский чиновник (зауряд-врач, зауряд-фармацевт, зауряд-аптекарь) — категория военнослужащих Российской императорской армии, которая была задействована при недостатке соответствующего персонала для замещения соответствующих должностей в мобилизуемых частях войск и военно-врачебных заведениях военного времени.

## История

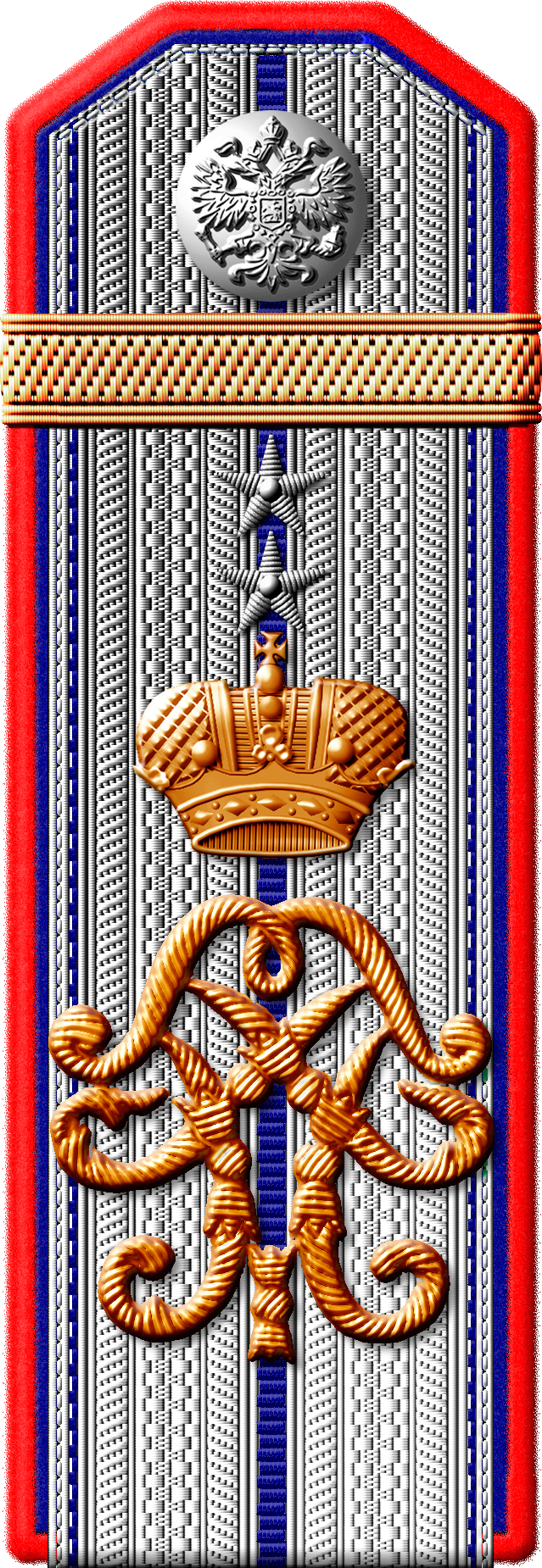
Слушатель специальных курсов Императорской Военно-медицинской академии (погон образца апреля 1913 года) пользовался правами зауряд-врачей XII класса. Такой же погон носил офицер запаса, зачисленный слушателем подготовительных курсов ИВМА, состоявших на правах вольноопределяющегося (погон образца 1914 года).

Согласно статье 1 Высочайше утвержденного «Положения о зауряд-военно-медицинских чиновниках и о врачах и фармацевтах, поступающих на службу во время войны на особых условиях» «При недостатке соответствующего персонала для замещения соответствующих должностей в мобилизуемых частях войск и военно-врачебных заведениях военного времени, к исполнению службы по сим должностям привлекаются медицинские студенты Императорских Военно-Медицинской Академии и всех Университетов, оканчивающие или окончившие слушание медицинских наук в V и IV курсах, которые сдали, при том удовлетворительно, полукурсовое медицинское испытание. Им присваивается наименование зауряд-врачей I и II разрядов, с отнесением к первому — лиц, окончивших полный курс медицинского образования и получивших выпускное свидетельство, а равно студентов V курса, которым зачтено не менее 9 полугодий, а ко второму — студентов, перешедших на V курс, и IV курса, которым зачтено не менее 7 полугодий».
Зауряд-врачи — это военно-медицинские чиновники, которые окончили неполный курс учебных заведений и назначались в военное время. Зауряд-врачи выполняли обязанности младших врачей, ими руководили старшие врачи или ординаторы. Зауряд-врачам доверяли простейшие медицинские процедуры и несложные операции. После завершения военных действий они должны были сдать выпускные экзамены в своих учебных заведениях. Наименование «зауряд-врач» существовало в России в 1894 – 1917 гг.
Статьей 14 «Положения…» определялось, что «При недостатке фармацевтов в запасе чиновников военно-медицинского ведомства, для замещения фармацевтических должностей в мобилизуемых военно-врачебных заведениях военного времени, разрешается назначать к исполнению службы по сим должностям состоящих на действительной службе и призванных из запаса классных фельдшеров и нижних чинов (кроме лиц Иудейского закона), имеющих ученые фармацевтические звания. Им присваивается наименование зауряд-аптекарей I и II разрядов, с отнесением к первому – лиц с высшим фармацевтическим образованием, а ко второму – лиц, имеющих звание лекарского помощника».
Звания «зауряд-военный врач» и «зауряд-военный фармацевт» были отменены 23 января 1918 года приказом Народного комиссариата по военным делам РСФСР.

## Обмундирование
Согласно статье 7 «Положения…» во время состояния на службе зауряд-врачам присваивалась форма одежды военных врачей без эполет к мундиру и с особым отличием на плечевых погонах.
Согласно статье 17, что «зауряд-аптекарям присваивается форма одежды военных фармацевтов, с особыми отличиями на плечевых погонах».

## Знаки различия

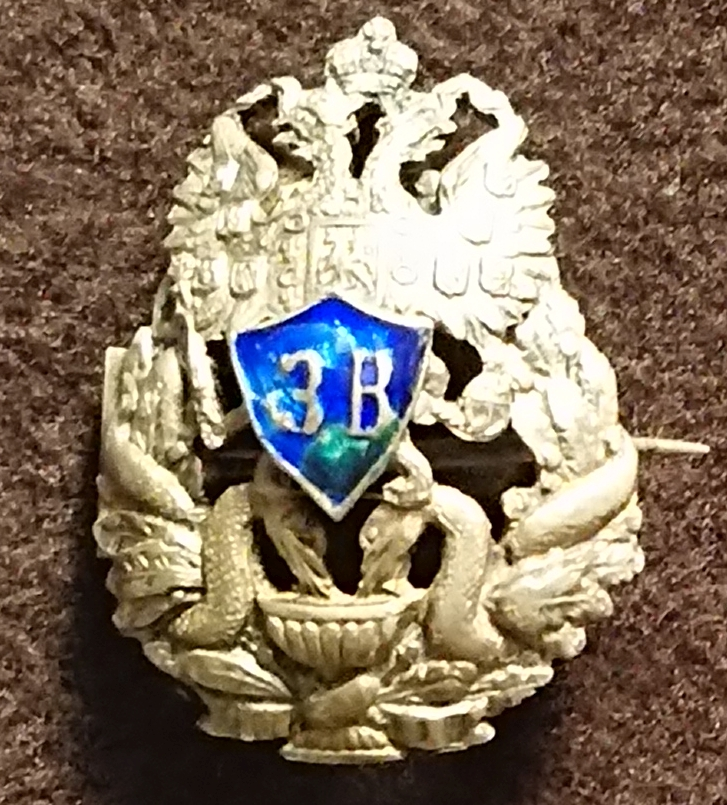
Нагрудный знак зауряд-врача. 1914-1917 гг.

Отдельного внимания заслуживают знаки различия зауряд-военно-медицинских чиновников. Это связано с тем, что погоны военно-медицинских чиновников, в т.ч. и зауряд-военно-медицинских чиновников, отличались от погон прочих военных чиновников как рисунком галуна (он был аналогичен таковому у офицеров РИА), так и шириной (ширина погон военных и ветеринарных врачей составила 1 и 3/16 вершка с выпушками, ширина погон военных фармацевтов и классных фельдшеров осталась прежней — 11/16 вершка).
Погоны врачей, магистров фармации, провизоров и ветеринарных врачей, отбывающих воинскую повинность с момента их зачисления в зауряд-звание до окончания срока действительной службы, также имели отличие от погон военно-медицинских чиновников — им были присвоены  «погоны  по чину, соответствующему первому чину, который получат лица, зачисляемые в соответствующие действительные звания, но с нашивкой узкого золотого галуна в верхней части погона, на ½ вершка от пуговицы». Можно предположить, что отличием зауряд-военно-медицинских чинов на погонах образца 1894 г. также была золотая галунная нашивка, размещаемая в верхней части погона, предположительно на расстоянии ½ вершка от пуговицы.
По состоянию на 1916 год согласно разъяснению, которое было дано Главным интендантским управлением «отличия для зауряд-врачей и зауряд-фармацевтов те же, что и для зауряд-военных чиновников, т.е. нашивки сообразно их бывшему унтер-офицерскому званию, форма же погон (их ширина и галун) та же, что у врачей и фармацевтов». 
Погоны, отчасти похожие на погоны зауряд-врачей, а именно «погоны такие же, как у младших врачей (в чине титулярного советника), но с двумя серебряными звездочками и с нашивкой, отступя на 1/8 вершка от пуговицы узкого золотого галуна, с сохранением вензелевого изображения Имени Императора Павла I» в 1913 году получили слушатели специальных курсов Императорской Военно-Медицинской Академии (ИВМА). Такие погоны
фактически соответствовали званию зауряд-врача XII класса. С определенной степенью вероятности можно предположить, что аналогичные погоны в 1914 г., согласно Приказу по Военному Ведомству № 113, получили офицеры запаса, зачисленные слушателями подготовительных курсов ИВМА, которым была установлена форма обмундирования, такая же, как у слушателей специальных курсов этого высшего учебного заведения.
Что касается рисунка галуна, применявшегося для изготовления поперечных нашивок на погонах зауряд-военных чиновников, произведенных из рядовых/ратников Государственного ополчения, военных чиновников, не имеющих классного чина и зауряд-военно-медицинских чиновников, то, опираясь на имеющиеся в наличии фотографии, рисунки к закону № 24 680 и изображения с планшета «Рисунки наружных отличий воинских  чинов и званий», можно предположить, что с этой целью использовался галун плетения «пажеский буравчик».

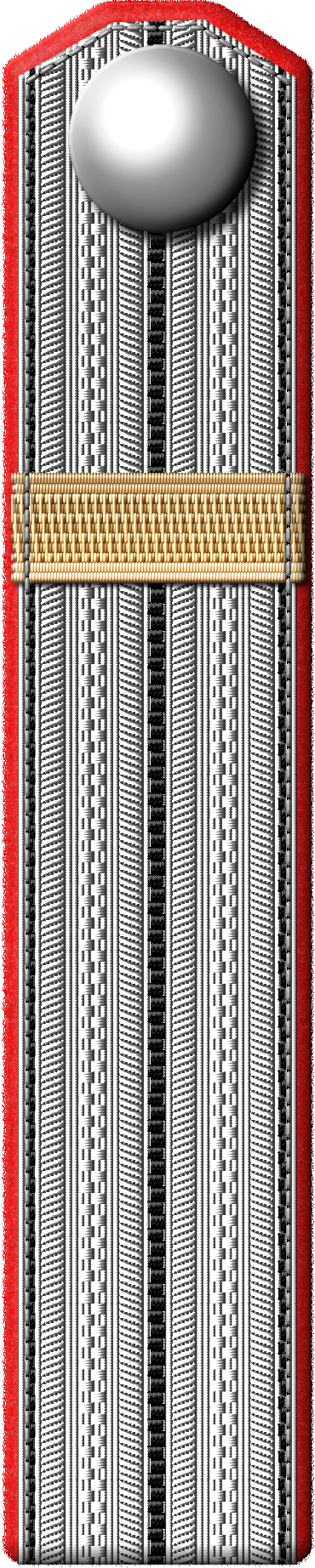
Зауряд-врач (до 1908 года) или зауряд-фармацевт Военно-медицинского ведомства
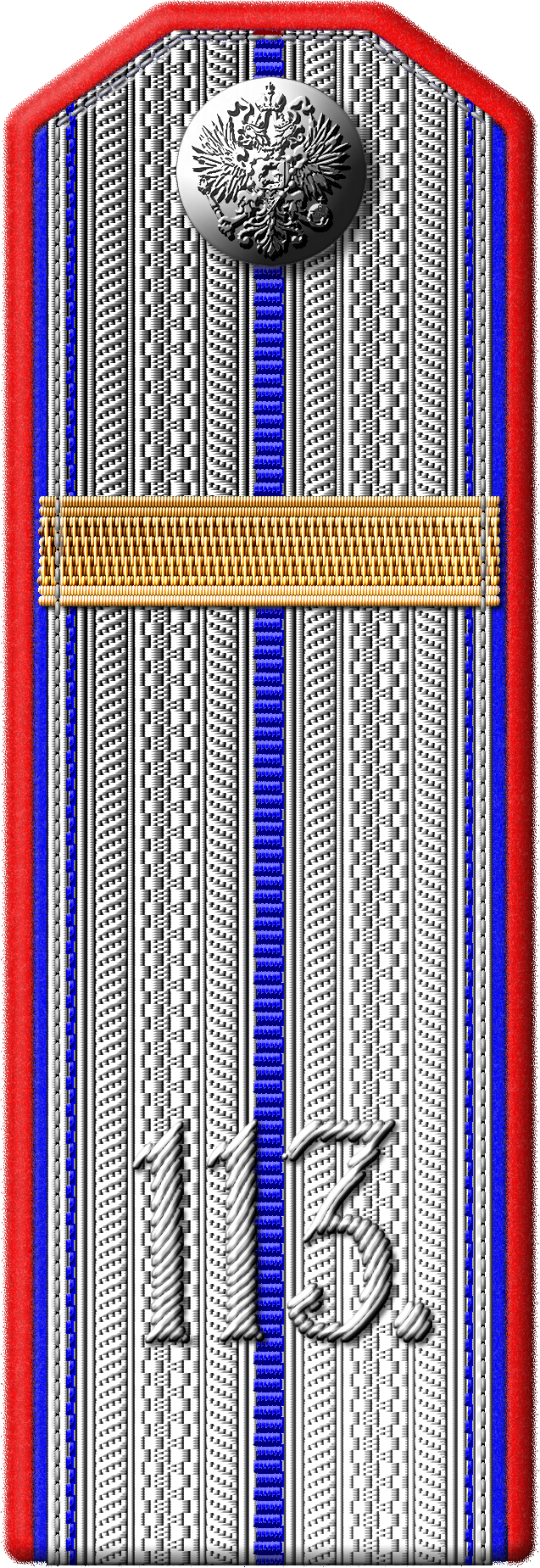
Зауряд-врач 113-го пехотного Старорусского полка (погоны образца 1914 года)
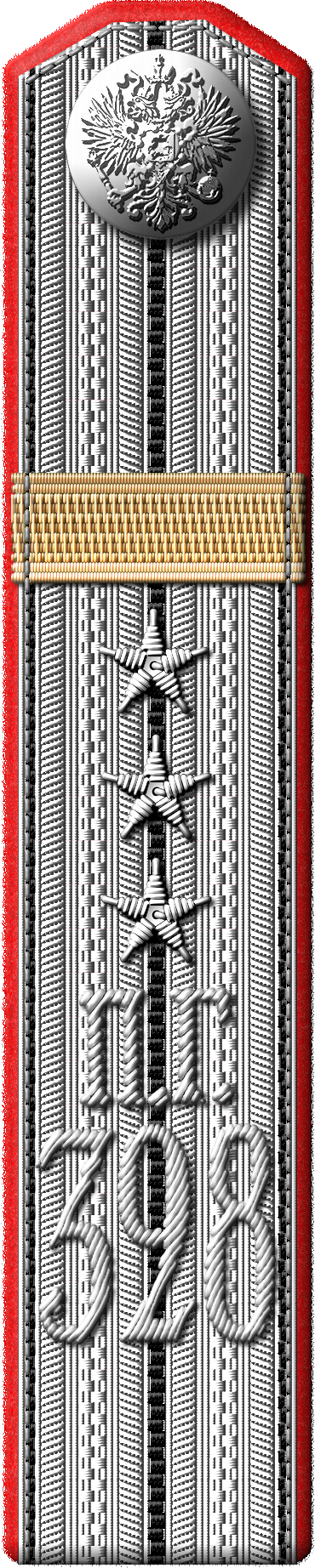
Зауряд-фармацевт, имеющий степень провизора, служащий в аптеке 328-го полевого госпиталя (погоны образца 1914 года)
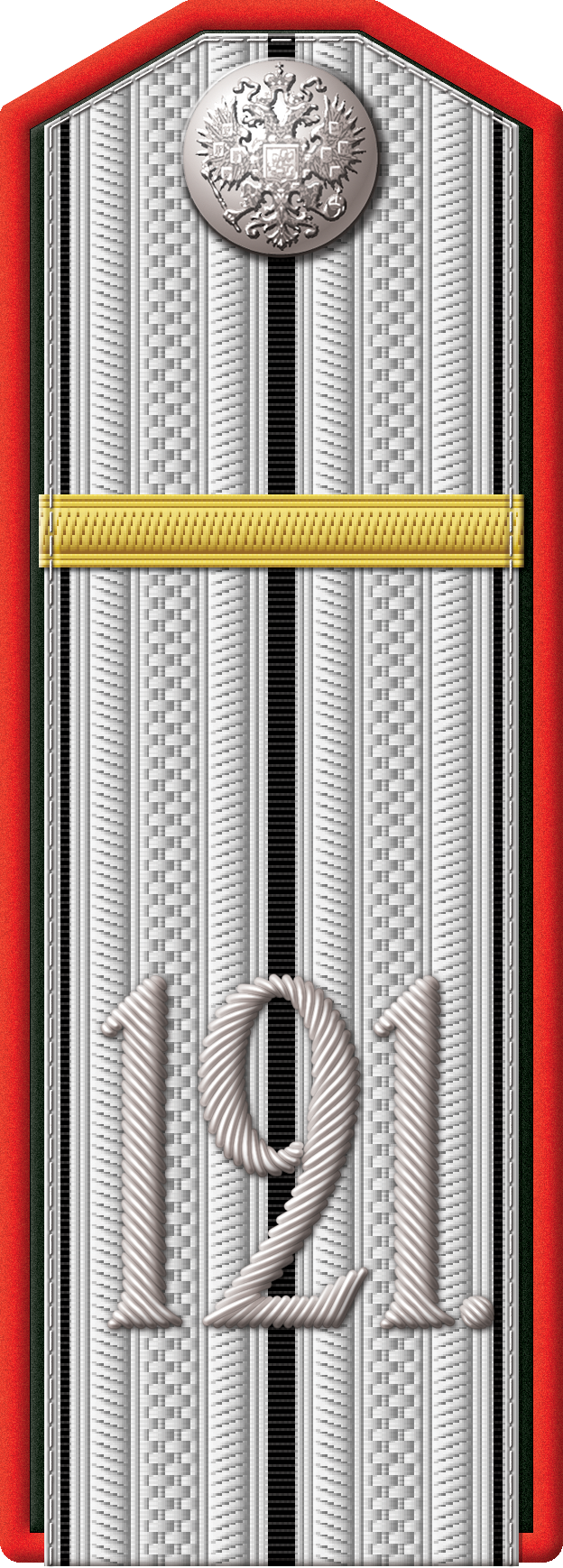
Зауряд-военный врач 121-го Пензенскoго пехотного полкa (погон образца 1914–1917 годов)